# 2025 Nortia
A 2025 Nortia (ideiglenes jelöléssel 1953 LG) a Naprendszer kisbolygóövében található aszteroida. Joseph Churms fedezte fel 1953. június 6-án.